# 187 (tal)
187 är det naturliga talet som följer 186 och som följs av 188.

## Inom vetenskapen
- 187 Lamberta, en asteroid

## Inom matematiken
- 187 är ett udda tal.
- 187 är ett semiprimtal
- 187 är ett sammansatt tal
- 187 är ett defekt tal
- 187 är ett kvadratfritt tal
- 187 är summan av 3 primtal som kommer efter varandra: 59 + 61 + 67
- 187 är summan av 9 primtal som kommer efter varandra: 7 + 11 + 13 + 17 + 19 + 23 + 29 + 31 + 37
- 187 kan på två sätt skrivas som differensen av två kvadrater: 142 - 32 och 942 -932
- 187 är ett centrerat triakontahenagontal (centerat 31-gonaltal)